# 桃井望
桃井望（1978年9月23日—2002年10月12日，本名渡邊芳美），日本東京都人，日本AV女優，曾參與超過200部以上的AV演出。
桃井望出道於2001年，出道後即以稚嫩的外表獲得觀眾的喜愛，2002年與長瀨愛、堤沙也加、樹若菜共組「MINX」團體參加各類的綜藝活動。2002年10月12日被人發現陳屍於長野縣郊外，得年24歲。

## 事件經過
2002年10月12日晚間九點左右，長野縣鹽尻市的奈良井川附近發生火燒車事件，當地消防隊前往救火時，發現一名下身已燒焦，且背部身中四刀的女子陳屍於車輛附近，車內另有一名面目全非的男性焦屍，經調查後證實該名女子即為桃井望，男子則為桃井的男友酒井宏樹。酒井的雙親認為其子不可能與桃井同歸於盡，故於同年11月間向當地警方提出嫌犯不明的殺人罪告訴，翌（2003）年1月正式受理。同年4月間，酒井的友人募集了約1萬人的連署，要求警方將此事以殺人案件進行偵查，並將連署書送交予長野縣縣長（知事）。在此期間並曾向法院提出命長野縣警局成立搜查本部的行政訴訟，但遭法院駁回。之後酒井的雙親向酒井投保的保險公司請領保險金，但遭保險公司以酒井是在投保2年內自殺為由拒絕給付，故酒井的雙親同年12月間以酒井乃遭人殺害為由提起民事訴訟，請求保險公司支付保險金。2007年1月23日，長野地方裁判所（法院）飯田支部認定「由現場周邊的狀況研判，若有多數犯人時，即有可能將酒井殺害，故是他殺」，並判命保險公司應支付保險金，此與當地警方原先判定只是單純的情殺顯然不同。
因此案疑點甚多（包含：兩人均未穿鞋、家中電腦未關、兩人均無吸入大量濃煙等），並且牽連到酒井的3500萬保險金事件，不少人認定桃井望乃死於他殺。迄今就殺人部分的刑事案件仍在偵查中。

## 外部連結
- 高村智庸事件簿（日文）[永久]
- 藝能無慘簿（日文）
- 桃井望 Wishes
  - その後の関係裁判の状況